# Toyota Prius

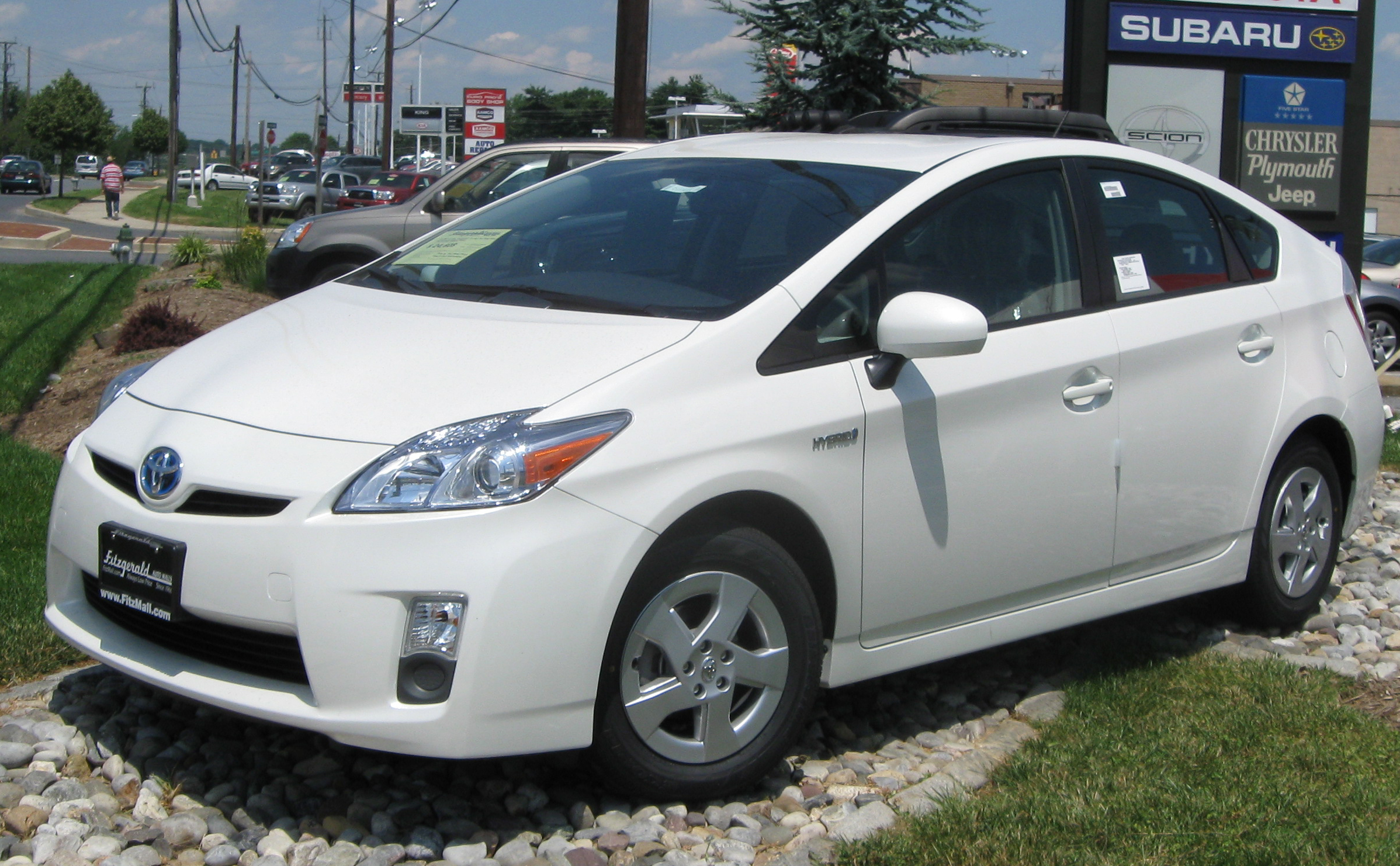
Toyota Prius din 2010

Toyota Prius (/ˈpriːəs/; japoneză:トヨタ プリウス Toyota Puriusu) este un automobil electric hibrid complet dezvoltat și fabricat de Toyota din 1997. Oferit inițial ca un sedan cu 4 uși, a fost produs doar ca un liftback cu 4 uși începând cu anul 2003.
În 2007, Agenția pentru Protecția Mediului din Statele Unite ale Americii (EPA) și Consiliul pentru Resurse Aeriene din California (CARB) au evaluat Prius drept printre cele mai curate vehicule vândute în Statele Unite, pe baza emisiilor care formează smog. Anul model 2018 Prius Eco ocupă cea de-a doua mașină cea mai eficientă pe benzină, disponibilă în SUA, fără capacitate de reîncărcare, în urma Hyundai Ioniq „Blue”.

## Istorie
Prius a ieșit la vânzare pentru prima dată în Japonia și în alte țări în 1997 și a fost disponibil la toate cele patru lanțuri de distribuție Toyota Japonia, ceea ce a devenit primul vehicul hibrid produs în masă. Ulterior a fost introdus în toată lumea în anul 2000. Prius este vândut pe peste 90 de piețe, Japonia și Statele Unite fiind cele mai mari piețe ale sale. Vânzările globale de retururi cumulative Prius au atins punctul de reper 1 milion de vehicule în mai 2008, 2 milioane în septembrie 2010 and passed the 3 million mark in June 2013. și au trecut nota de 3 milioane în iunie 2013. Vânzări cumulate de un milion au fost realizate în SUA până la începutul lunii aprilie 2011,, iar Japonia a atins nota de 1 milion în august 2011. În ianuarie 2017, liftul Prius este cel mai vândut automobil hibrid din lume, cu aproape 4 milioane de unități vândute.
O nouă generație a fost prezentată în data de 16 noiembrie 2022, având indicativul intern XW60. Pentru acest nou model au fost anunțate două opțiuni de sistem de propulsie. Primul este un hibrid clasic, care nu necesită încărcarea bateriilor la o priză, având două opțiuni de motoare - 1,8 litri (cod 2ZR-FXE) cu 138 CP și 2,0 litri (cod intern M20A-FXS) cu 193 CP - care poate fi dotată și cu tracțiune integrală E-Four. Al doilea sistem de propulsie este un hibrid plug-in, care cominbă propulsorul M20-FXS cu un motor electric mai puternic având în total 220 CP. Livrările pentru noua generație încep în Europa în primul trimestru al anului 2023.

## Alte modele
În 2011, Toyota a extins familia Prius pentru a include Prius v, un hatchback extins, și Prius c, un subcompact hatchback. Versiunea de producție a Prius plug-in hybrid a fost lansată în 2012. Cea de-a doua generație a variantei de hibrid reîncărcabil, Prius Prime, a fost lansată în SUA în noiembrie 2016. Prime a obținut cea mai mare capacitate de mile pe galon echivalent (MPGe) în regim complet electric al oricărui vehicul evaluat de EPA cu un motor cu ardere internă. Vânzările globale ale variantei Prius c au înregistrat nota de un milion în prima jumătate a anului 2015. Familia Prius a totalizat vânzări cumulate globale de 6,1 milioane de unități în ianuarie 2017, reprezentând 61% din cei 10 milioane de hibrizi vândute la nivel mondial de Toyota din 1997.

## Legături externe
- Toyota Prius global site
- Toyota Prius pe Curlie